# Гречани (станція)
Греча́ни — вузлова дільнична залізнична станція 1-го класу Жмеринської дирекції Південно-Західної залізниці на перетині ліній Гречани — Тернопіль, 
Старокостянтинів I — Гречани, 
Жмеринка — Гречани, Гречани — Ларга. Розташована в однойменному районі міста Хмельницького. Біля станції розташоване локомотивне депо ТЧ-5 «Гречани».

## Історія
Будівництво станції розпочалося у 1913 році. З відкриттям руху поїздів у 1914 році на Подільській залізниці за маршрутом Проскурів — Шепетівка та Кам'янець-Подільський, саме станція Гречани стала великим залізничним вузлом. Впродовж масштабних війн станція Гречани відігравала значну роль у стратегічному плані, ніж місто Проскурів (нині — Хмельницький). Навіть перший в історії міста наліт ворожої авіації, що стався під час Першої світової війни у 1915 році, був спрямований не стільки на Проскурів, скільки на Гречани. Під час Другої світової війни станція була в полі «особливої» уваги німецьких окупантів. Однак це не завадило місцевим залізничникам вже у 1941 році створити підпільну антифашистську групу, яка виводила з ладу техніку, зривала рух поїздів, проводила інші диверсії. У березні 1944 року, під час наступу в ході Проскурівсько-Чернівецької операції частин 127-ї стрілецької дивізії в складі 1-го Українського фронту, за станцію Гречани тривали запеклі бої.
На пероні станції встановлено пам'ятник Герою Радянського Союзу Івану Філіппову.
У 1997 році станція електрифікована змінним струмом (~25 кВ) в складі дільниці Жмеринка — Хмельницький — Гречани. У 1998 році електрифікована дільниця Тернопіль — Підволочиськ — Гречани.

## Напрямки
Від станції відгалужуються у напрямку станцій:
- Тернопіль (завдожки — 112 км, електрифікована);
- Старокостянтинів I (52 км);
- Жмеринку (106 км, електрифікована);
- Ярмолинці (39 км).

## Пасажирське сполучення
Станція має пасажирське сполучення з Києвом, Вінницею, Чернівцями, Старокостянтиновом, Шепетівкою, Кам'янцем-Подільським, Жмеринкою, Волочиськом, Підволочиськом тощо.
На транзитні поїзди, які не зупиняються на станції Гречани, є можливість здійснити посадку на найближчій станції — Хмельницький.
На станції Гречани зупиняються всі електропоїзди напрямку Жмеринка — Підволочиськ, дизель-поїзди приміського сполучення до станцій Кам'янець-Подільський та Шепетівка.
До 18 березня 2020 року курсував рейковий автобус сполученням Хмельницький — Гречани — Вінниця (скасований після введення карантинних обмежень, зпричинених розповсюдженням COVID-19, та досі рух не відновлений).
До 11 грудня 2021 року через станцію прямував фірмовий пасажирський поїзд «Буковина» Київ — Чернівці (скасований з 12 грудня 2021 року), в його складі курсували вагони безпересадкового сполучення Київ — Бухарест.

## Світлини

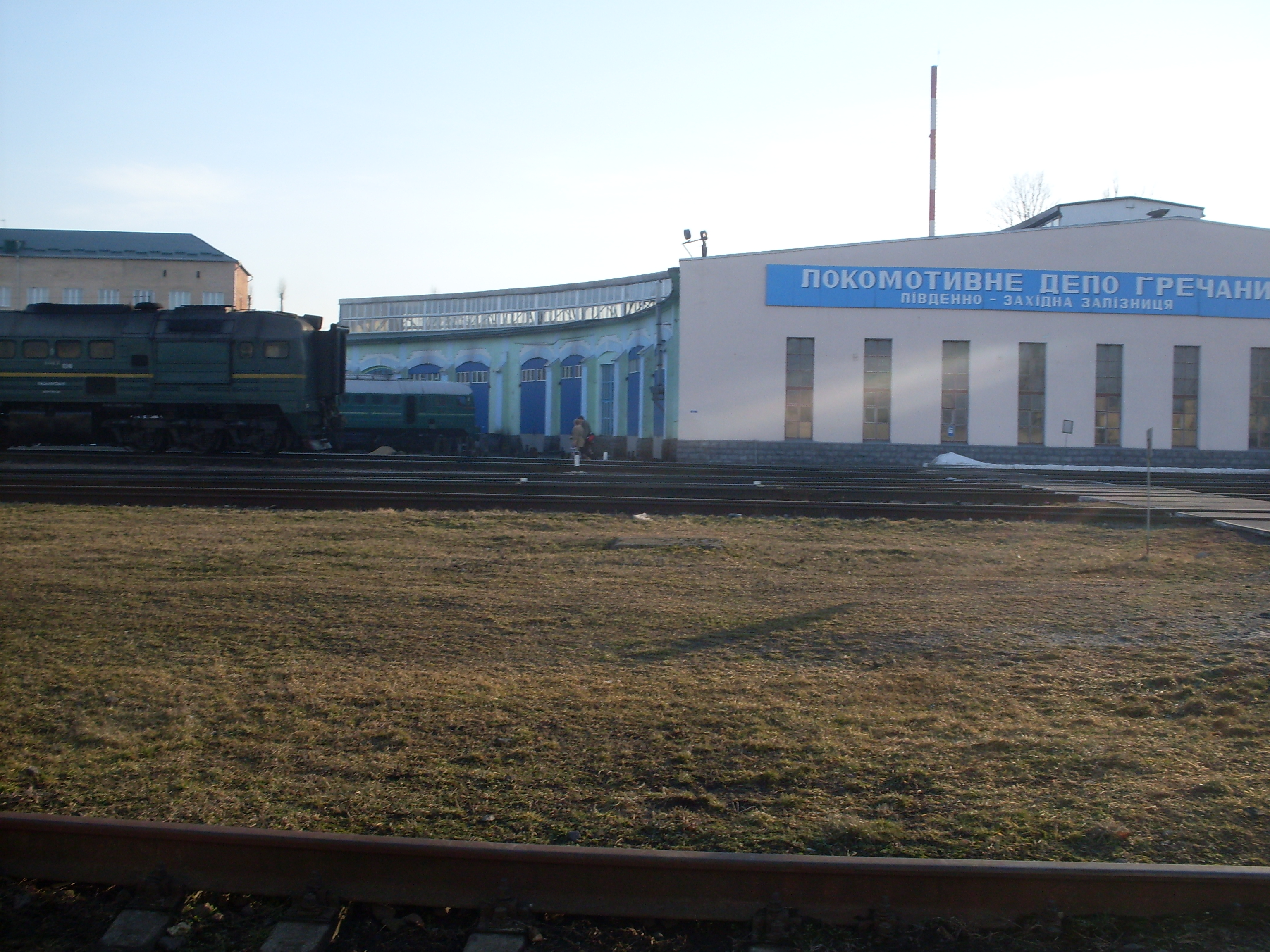
Локомотивне депо ТЧ-5 «Гречани»
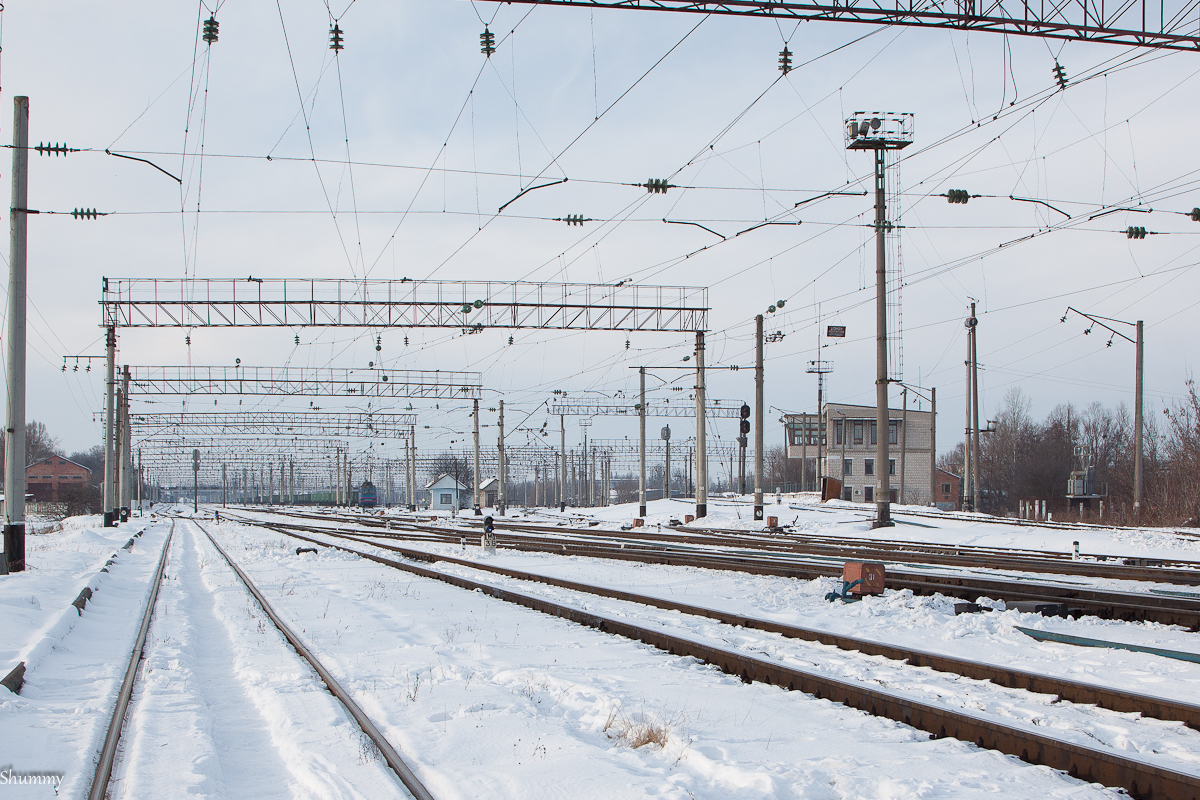
Пост ЕЦ станції Гречани